# 身後事務所
《身後事務所》（英語：Afterlife Firm），是香港電視娛樂所製作的電視劇，於2018年8月13日至9月21日逢星期一至五23:30於ViuTV播出。由吳肇軒、繆浩昌（6號@RubberBand）、盧慧敏、楊偲泳、陳漢娜、陳國邦、徐肇平、吳浣儀主演。

## 故事大綱
一個人離世，他生前的衣履、照片、信件甚至是社交網站等等的遺物都可由親友執拾，甚或交給代理人處理。但人死後留下的感情、恩怨，親友對他的思念，又是否像其他遺物般可以隨便清走？

一年前，爾仔的女友可以在旅行期間神秘失蹤。爾仔只好每天守在與可以一同開設的書店，等候可以回來。可是書店生意每況愈下，直至收到好友拖羅的電話。拖羅想著伙同爾仔開設「身後事務所」，專責代客人處理逝去者的遺物，安排殯儀殮葬儀式，只要是先人的身後事均一手包辦。爾仔答應拖羅的要求，希望藉事務所的生意，能讓書店能維持下去，直至可以回來…

## 角色列表

### 主要角色
| 演員                    | 角色   | 簡介 | 出場集數                                               |
| 吳肇軒                  | 王 爾  | 爾仔 茹可以之大學同學 請茹可以任兼職女友，後幻想為女友 書店及身後事務所老闆 在大學迎新營時被Happy Corner而患上勃起功能障礙 修讀法律出身                       | 全劇                                                   |
| 繆浩昌                  | 羅子迅 | 拖羅 對王爾隱瞞茹可以已死的事實 喜歡張穎及鄧梓欣 | 全劇                                                   |
| 楊偲泳                  | 張 穎  | Wing 區培東之前競選助理 現為身後事務所之自由工作者 喜歡王爾                                                                                                   | 第1至2集、 第7至9集、 第11集、 第13至15集、 第29至30集 |
| 盧慧敏 （童年：馬巧靖） | 茹可以 | 王爾之大學同學及兼職女友 羅子迅之兼職女友 因心臟病發令頭部受到猛烈撞擊身亡 喜歡莫迪文 為了金錢而懷有莫迪文的孩子 殺死拖羅母親 患有面盲症 Part 2靈異事件製造者 | 第16至19集、 第23至28集、 第30集 （第29集）            |
| 陳漢娜                  | 鄧梓欣 | Yan 同性戀者 紙紮店老闆娘 茹可以之中學同學 喜歡茹可以 修讀設計出身                                                                                            | 第9至10集、 第18至21集、 第24至30集                    |
| 陳國邦                  | 莫迪文 | Will Sir 雙性戀者 曾喜歡茹可以 茹可以之中學班主任及數學老師 Jeremy之男友                                                                                      | 第16至19集、 第24至30集                                |
| 徐肇平                  | Jeremy | 同性戀者 莫迪文之男友 對茹可以懷有莫迪文的孩子感到不滿 | 第17至19集、 第24至30集                                |
| 吳浣儀                  | 茹惠慈 | 茹可以的姑媽 魚檔老闆娘 | 第16集、 第19至20集、 第22至30集                       |

### 特別演出
| 演員   | 角色       | 簡介                                            | 出場集數 |
| 廖碧兒 | 茹可以母親 | 在茹可以出生後拋棄她 透過茹可以寫的信得知其懷孕 | 第30集   |

### 單元一（第一至二集）
| 演員   | 角色     | 簡介                                                       | 出場集數 |
| 張松枝 | 區培東   | 區Sir 阿珊之前男友 晴彩區2號候選人 於第2集選舉得1028票敗選 | 第1至2集 |
| 爆胎占 | Derek    | 區培東之競選助理                                           | 第1至2集 |
| 鄧博軒 | Vectra   | 區培東之競選助理                                           | 第1至2集 |
| 伍國明 | 街坊     |                                                            | 第1集    |
| 陳永尉 | 鬧事男子 |                                                            | 第2集    |
| 李凱蘭 | 記者     |                                                            | 第2集    |

### 單元二（第三至四集）
| 演員                 | 角色     | 簡介                                           | 出場集數 |
| 英健朗               | 鄧家寶   | 喜歡周文瞻 已跳樓自殺身亡 本單元靈異事件製造者 | 第3至4集 |
| 王文杰               | 周文瞻   | 喜歡鄧家寶                                     | 第3至4集 |
| 盧希萊               | 鄧太     | 鄧家寶母親                                     | 第3至4集 |
| 陳考仁               | 鄧生     | 鄧家寶父親                                     | 第3集    |
| 馮玉祥 潘文惠 張詠榆 | 拖羅親友 |                                                | 第3集    |
| 賴永昌               | 書店客人 | 飾演者同時為本劇副導演                         | 第3集    |
| 麥庭彰               | 學生     |                                                | 第3至4集 |
| 區軒瑋               | 校長     |                                                | 第4集    |

### 單元三（第五至六集）
| 演員     | 角色       | 簡介 | 出場集數 |
| 應昌佑   | 徐逸安     | 安仔 前Uber司機 現為駕駛JU9920之的士司機 | 第5至6集 |
| 顧定軒   | 林子峰     | 峰仔 因來不及前往文憑試考試試場而自殺 | 第5至6集 |
| 劉錫賢   | 周仕權     | 權叔 前駕駛JU9920之的士司機 因兒子重肌無力症發作而無法接載峰仔往試場 於第6集因被屈拒載而心臟病發死亡 本單元靈異事件製造者 死後利用靈異控制安仔Call台令其接載妻兒 | 第5至6集 |
| 陳安瑩   | 權嬸       | | 第5至6集 |
| 李佩貞   | 師奶乘客   | | 第5集    |
| 伍慶華   | 耀仔       | 的士司機 | 第5集    |
| 區偉權   | 明哥       | 的士司機 | 第5集    |
| 邱潔雅   | 媽媽乘客   | | 第5集    |
| 歐陽英男 | 小學生乘客 | | 第5集    |
| 劉嘉成   | 宅男乘客   | 飾演者同時為本劇劇照師 | 第5集    |
| 戴雅婷   | 港女乘客   | | 第5集    |
| 鄭振翔   | 西裝男乘客 | | 第5集    |
| 李繼民   | 伍生       | | 第5至6集 |
| 黃華和   | 李生       | 的士佬 於第6集因濫收車資被捕 | 第5至6集 |
| 陳澄騫   | 林母       | 林子峰母親 | 第5至6集 |
| 吳煥熙   | 權叔兒子   | | 第6集    |
| 計祥龍   | 水貨客乘客 | | 第6集    |
| 李慧妍   | 安仔女友   | | 第6集    |
| 羅麗婷   | 臥底醉娃   | 飾演者同時為本劇臨時演員帶隊 | 第6集    |
| 黃青師父 | 法師       | | 第6集    |
| 陳卓華   | 車房師傅   | | 第6集    |

### 單元四（第七至八集）
| 演員   | 角色     | 簡介     | 出場集數 |
| 楊英偉 | Dr Liu   |          | 第7至8集 |
| 黃文標 | 強哥     |          | 第7至8集 |
| 李建邦 | Tommy    | 神驅6967 | 第7至8集 |
| 黎梓筠 | 新聞主播 |          | 第7至8集 |
| 李妍慧 | 廖太     |          | 第8集    |
| 陳英鳴 | 醫生甲   |          | 第8集    |
| 陳港虹 | 醫生乙   |          | 第8集    |

### 單元五（第九至十集）
| 演員   | 角色       | 簡介                                            | 出場集數  |
| 黃奕晨 | 細蝦       | Jason 於澳洲讀大學 回港後決定繼續經營蝦叔雲吞麵 | 第9至10集 |
| 魯文傑 | 大蝦       | 希望細蝦把蝦叔雲吞麵結束營業，後決定繼續經營    | 第9至10集 |
| 李 敏  | 蝦女       | 希望細蝦把蝦叔雲吞麵結束營業，後決定繼續經營    | 第9至10集 |
| 陳振華 | Ricky      | 印度仔 因買六合彩而錯過蝦叔死亡                 | 第9至10集 |
| 江觀昇 | 流浪漢     |                                                 | 第9至10集 |
| 李 健  | 梁守誠     | 希望把蝦叔雲吞麵業權收回                        | 第9至10集 |
| 冼錦豪 | 梁守誠手下 |                                                 | 第9至10集 |
| 楊依依 | 黃婆婆     |                                                 | 第10集    |
| 巫麗儀 | 師奶甲     |                                                 | 第10集    |
| 蘇惠蘭 | 師奶乙     |                                                 | 第10集    |
| 魏玲玲 | 師奶丙     |                                                 | 第10集    |

### 單元六（第十一至十二集）
| 演員   | 角色       | 簡介                                                         | 出場集數   |
| 岑樂怡 | Amy        | 跟隨陳成工作兩年 接手「悠悠人生」的工作                      | 第11至12集 |
| 陳安立 | Tony       | 首席創意總監                                                 | 第11至12集 |
| 劉俊謙 | John       | 兩年前與Amy一起入職                                          | 第11至12集 |
| 趙頌茹 | Alice      | 陳成之遺孀                                                   | 第11至12集 |
| 饒焯楠 | Tommy仔    | 陳成之兒子                                                   | 第11至12集 |
| 羅彩玲 | Vivian     |                                                              | 第11至12集 |
| 魏文青 | Leo        |                                                              | 第11至12集 |
| 劉展翹 | Joy        |                                                              | 第11至12集 |
| 練美娟 | Cherry     |                                                              | 第11至12集 |
| 肥仔釘 | Derek      |                                                              | 第11至12集 |
| 葉子軒 | 送貨員     | 飾演者同時為本劇劇務                                         | 第11集     |
| 麥家威 | 陳 成      | 從扶手電梯墜落身亡 飾演者同時為本劇導演 本單元靈異事件製造者 | 第11集     |
| 李海懷 | 看更       |                                                              | 第11集     |
| 梁漢源 | 客戶張生   |                                                              | 第12集     |
| 黃佩珍 | 客戶劉小姐 |                                                              | 第12集     |

### 單元七（第十三至十五集）
| 演員   | 角色       | 簡介                                                                             | 出場集數                    |
| 雷深如 | Kay        | 多次被阿貞附身                                                                   | 第13至15集                  |
| 胡子彤 | 周子祥     | 購買與阿貞欲居住的凶宅 最初為教學助理，後轉行至地產業，最後成為教師              | 第13至15集                  |
| 陳凱詠 | 阿貞       | 周子祥之前女友 因單位業主於簽約前一刻決定調高售價而跳樓身亡 本單元靈異事件製造者 | 第13集（聲音）、 第14至15集 |
| 潘杰玲 | 阿欣       |                                                                                  | 第13集                      |
| 李嘉豪 | 阿傑       | Kay之前男友 與Kay偷情                                                            | 第13集                      |
| 鄺國生 | 屋宇署職員 |                                                                                  | 第14集                      |
| 李偉成 | 客人大叔   | 周子祥的睇樓客人                                                                 | 第14集                      |
| 提子駿 | Derek      | 教師，周子祥的舊同學                                                             | 第14集                      |
| 胡希文 | Yoyo       | 教師，周子祥的舊同學                                                             | 第14集                      |
| 陳詠鈺 | Emily      | 教師，周子祥的舊同學                                                             | 第14集                      |
| 陸俊賢 | Paul       | 教師，周子祥的舊同學                                                             | 第14集                      |
| 梁斯程 | 經理       |                                                                                  | 第15集                      |

### Part 2 其他角色（第十六至三十集）
| 演員           | 角色         | 簡介                                        | 出場集數            |
| 陳子豐         | Vincent      | 茹可以、鄧梓欣之前男友                      | 第18至19集          |
| 姚安遜         | 警察甲       |                                             | 第16集              |
| 王俊傑         | 警察乙       |                                             | 第16集              |
| 簡潔雯         | 學生         | 茹可以中學同學                              | 第16至17集          |
| 蘇莎朗         | 學生         | 茹可以中學同學 飾演者同時為本劇副導演       | 第16至17集          |
| 張蔓莎         | 阿詩         | 茹可以中學同學                              | 第16至18集          |
| 洪助昇         | 淩子豪       | 茹可以中學同學                              | 第16至18集、 第27集 |
| 王宜華         | 校長         | 莫迪文上司                                  | 第17集              |
| 蕭 洪          | 校工         | 莫迪文舊同事                                | 第18集              |
| 袁潔齡         | 學校主任     | 莫迪文舊同事                                | 第18集              |
| 孫耀榮         | 學生         | 茹可以中學同學 飾演者同時為本劇髮型         | 第18集              |
| 陳麗容         | 師奶         | 光顧茹惠慈買魚的                            | 第19集              |
| 李振昌         | 書店職員     | 茹可以打工時的同事                          | 第19集              |
| 周家利（宇平） | 酒保         | 替鄧梓欣交還鎖匙予拖羅 飾演者同時為本劇導演 | 第19至21集          |
| 林美玲         | 酒吧客人     | 向拖羅搭訕                                  | 第20集              |
| 吳錦全         | 榮叔         | 住拖羅隔壁的鄰居                            | 第20至21集、 第24集 |
| 梁卓美         | 榮嬸         | 住拖羅隔壁的鄰居                            | 第20至21集、 第24集 |
| 余達志         | 武哥         | 鄧梓欣的紙紮店同事                          | 第21集              |
| 周嘉豪         | 華仔         | 負責拖羅母親葬禮的身後事經紀                | 第21集              |
| 袁富華         | 黃先生       | 負責茹可以葬禮的身後事經紀                  | 第21集、 第24至25集 |
| 鄧汝超         | 李先生       |                                             | 第22集              |
| 劉盛泉         | 鄰居         | 飾演者同時為本劇燈光                        | 第22集              |
| 曾文威         | 爾父         | 王爾的父親，請拖羅留意王爾                  | 第22集              |
| 葉朗鉦         | 萬志健       | 心理醫生，拖羅舊同學                        | 第22至23集          |
| 何啟華         | 阿龍         | 欺凌王爾的大學同學                          | 第22至23集          |
| 李文意         | Jacy         | 欺騙王爾的大學同學                          | 第22至23集          |
| 古立城         | 大學同學     | 王爾的大學同學 飾演者同時為本劇攝影助理     | 第22至23集          |
| 杜沚諾         | Adam Lee     | 王爾的大學同學                              | 第23集              |
| 李愛芳         | 校務職員     |                                             | 第23集              |
| 簡千千         | 殮房職員     |                                             | 第23集              |
| 陳甘鳳         | 大陸醫生     |                                             | 第25集              |
| 皓 聖          | 茹可以的客人 |                                             | 第27集              |
| 顧翠英         | 拖羅母親     | 罹患癌症末期 渴望安樂死結束生命             | 第28集              |
| 朱偉葉         | 長生店師傅   |                                             | 第29集              |
| 黃祖明         | 小男孩       | 因飼養的巴西龜逝世而到身後事務所尋求幫忙    | 第30集              |

## 配樂

### 原創主題曲
| 歌名                   | 歌手       | 作曲       | 作詞       | 編曲       | 監製           |
| ---------------------- | ---------- | ---------- | ---------- | ---------- | -------------- |
| 《你會有一天學會面對》 | RubberBand | RubberBand | RubberBand | RubberBand | RubberBand     |
| 《盡力呼吸》           | 岑寧兒     | 岑寧兒     | 周耀輝     | 詹賢哲     | 岑寧兒、詹賢哲 |

## 每集列表
| 集數 | 標題       | 播出日期      | 編劇                 | 導演                  | 初期標題／備註             |
| ---- | ---------- | ------------- | -------------------- | --------------------- | -------------------------- |
| 01   | 區議員的債 | 2018年8月13日 | 黃安培               | 麥家威                | 協助區培東清理前女友的遺物 |
| 02   | 選舉中的錯 | 2018年8月14日 | 黃安培               | 麥家威                | 阿珊的鬼魂報復             |
| 03   | 事務所的因 | 2018年8月15日 | 黃安培               | 周家利（宇平）        | 事務所的第一單生意         |
| 04   | 輕生後的痛 | 2018年8月16日 | 黃安培               | 周家利（宇平）        | 不敢公開的戀情             |
| 05   | 的士中的憾 | 2018年8月17日 | 葉偉平 劉國瑞 曾憲寧 | 周家利（宇平）        | 車尾箱裡的遺物             |
| 06   | 被拒載的禍 | 2018年8月20日 | 葉偉平 劉國瑞 曾憲寧 | 周家利（宇平）        |                            |
| 07   | 她接過的客 | 2018年8月21日 | 駱競茵               | 佘建緯                |                            |
| 08   | 他隱瞞的事 | 2018年8月22日 | 駱競茵               | 佘建緯                |                            |
| 09   | 雲吞麵的恩 | 2018年8月23日 | 葉偉平 劉國瑞 曾憲寧 | 周家利（宇平）        |                            |
| 10   | 兄姐弟的結 | 2018年8月24日 | 葉偉平 劉國瑞 曾憲寧 | 周家利（宇平）        |                            |
| 11   | 打工仔的淚 | 2018年8月27日 | 楊兩全 蔡素文 曾憲寧 | 麥家威                |                            |
| 12   | 又加班的苦 | 2018年8月28日 | 楊兩全 蔡素文 曾憲寧 | 麥家威                |                            |
| 13   | 倆小口的夢 | 2018年8月29日 | 楊兩全 蔡素文 曾憲寧 | 周家利（宇平） 佘建緯 |                            |
| 14   | 住兇宅的業 | 2018年8月30日 | 楊兩全 蔡素文 曾憲寧 | 周家利（宇平） 佘建緯 |                            |
| 15   | 跳樓價的狂 | 2018年8月31日 | 楊兩全 蔡素文 曾憲寧 | 周家利（宇平） 佘建緯 |                            |
| 16   | 茹可以的死 | 2018年9月3日  | 曾憲寧 楊兩全        | 麥家威                |                            |
| 17   | 莫迪文的心 | 2018年9月4日  | 曾憲寧 楊兩全        | 麥家威                |                            |
| 18   | 中學時的謎 | 2018年9月5日  | 黃安培               | 麥家威                |                            |
| 19   | 被翻查的賬 | 2018年9月6日  | 黃安培               | 佘建緯                |                            |
| 20   | 利用我的你 | 2018年9月7日  | 駱競茵               | 佘建緯                |                            |
| 21   | 拖羅惹的禍 | 2018年9月10日 | 駱競茵 黃安培        | 佘建緯 麥家威         |                            |
| 22   | 王爾說的謊 | 2018年9月11日 | 黃安培               | 周家利（宇平）        |                            |
| 23   | 大學時的傷 | 2018年9月12日 | 黃安培               | 周家利（宇平）        |                            |
| 24   | 喪禮結的痂 | 2018年9月13日 | 曾憲寧 李嘉詠        | 麥家威                |                            |
| 25   | 做坦白的人 | 2018年9月14日 | 曾憲寧 劉國瑞        | 周家利（宇平） 麥家威 |                            |
| 26   | 我恐懼的事 | 2018年9月17日 | 駱競茵               | 麥家威 佘建緯         |                            |
| 27   | 面對真的我 | 2018年9月18日 | 曾憲寧 劉國瑞        | 周家利（宇平） 麥家威 |                            |
| 28   | 孝順她的願 | 2018年9月19日 | 曾憲寧 蔡素文        | 麥家威                |                            |
| 29   | 走最後的路 | 2018年9月20日 | 曾憲寧 葉偉平        | 周家利（宇平） 麥家威 |                            |
| 30   | 事務所的果 | 2018年9月21日 | 曾憲寧 葉偉平        | 周家利（宇平） 麥家威 | 大結局                     |

## 製作團隊
| - 導演：麥家威、周家利（宇平）、佘建緯 - 副導演：賴永昌、蘇莎朗、李嘉儀 - 監製：南方舞廳 - 編審：南方舞廳 - 編劇：黃安培、葉偉平、劉國瑞、曾憲寧、駱競茵、楊兩全、蔡素文、李嘉詠 - 製片：周俊傑 - 製作統籌：張嘉明 - 執行製片：葉俊傑 - 助理製片：謝皓鈞、麥庭彰、余穎欣 - 攝影師：周德江、鄭嘉峻、羅焯熙、黎烈君、陳錦源、龐浩威、全晉謙、趙智棋 - 攝影助理：古立城、區家傑、袁曉楓、梁國鋒、陳錦源、鄭恆基 - 劇照師：劉嘉成 - 燈光：劉盛泉、鄧世明 - 燈光助手：曹達文、袁曉楓、崔志遠、李劍雄、蕭偉雄、王冠昇 - 收音：朱燊霆、郭嘉祺、馮耀棠、符致禾 - 原創音樂：黃丹儀 - 配音混錄：iZone Sound Design Limited | - 美術指導：趙丹琪 - 美術助理：王家欣、馮婷芝 - 服裝指導：盧敏兒 - 助理服裝：侯詠祺、劉子晴 - 化妝及髮型指導：雷淑賢 - 化妝：蔡慧雯、李民寶、鄭慧珊 - 髮型：溫發耀、孫耀榮、劉雄輝、任柏俊 - 道具：黃錦宇、李國華 - 臨時演員帶隊：江碧君、羅麗婷 - 劇務：朱耀昌、葉子軒 - 後期製作：oneLegkick Production Limited - 製作總監：李兆龍 - 製作監製：蔡綺華 - 剪接：陸志灝（H.K.S.E.） - 剪接助理：張海珊、鄭逸正 - 數碼調色：周子聰 - 視覺特效：李偉源 - 數碼編輯：周燕裘、鄭逸正 - 視覺特效字款／海報設計：Wai hung@whtihvdone |

## 評價
直至2022年2月上旬，此劇在豆瓣網的評分為7.3分，共有231人評價。

## 外部連結
- ViuTV《身後事務所》官方節目重溫 （页面存档备份，存于）
- YouTube上的《身後事務所》Part 1 主題曲 -《你會有一天學會面對》MV
- YouTube上的《身後事務所》Part 2 主題曲 -《盡力呼吸》MV
- 豆瓣电影上《身後事務所》的資料 （简体中文）

## 作品的變遷
| 香港 ViuTV 星期一至五 23:30－00:00                                               | 香港 ViuTV 星期一至五 23:30－00:00                 | 香港 ViuTV 星期一至五 23:30－00:00              |
| -------------------------------------------------------------------------------- | -------------------------------------------------- | ----------------------------------------------- |
|                                                                                  | 身後事務所 （2018年8月13日－2018年9月21日）        |                                                 |
| Plan B （2018年7月16日－2018年8月10日）                                          | 已讀不回 （2018年9月24日－2018年10月19日）         |                                                 |
| 香港 ViuTV 星期二至六（星期一至五深夜）01:00－01:30 · 2023年3月11日 01:10－01:35 |                                                    |                                                 |
| 退休女皇（重播） （2023年1月27日－2023年2月23日）                                | 身後事務所（重播） （2023年2月24日－2023年4月6日） | 仇老爺爺（重播） （2023年4月7日－2023年5月4日） |